# Basilique Sainte-Agathe-Majeure de Ravenne
La basilique Sainte-Agathe-Majeure de Ravenne (en italien : Basilica di Sant'Agata Maggiore) est une basilique italienne construite au Ve siècle située au centre historique de la ville en Émilie-Romagne. 
La basilique se trouve à proximité de la basilique Saint-François (près de laquelle se trouve le Tombeau de Dante) et son aspect actuel est dû aux restaurations du début du XXe siècle.

## Histoire
La basilique Sainte-Agathe-Majeure a été construite au Ve siècle probablement sous les évêques Jean Ier (477-494) qui a initié les travaux et Pierre II (494-519), dont le monogramme figure dans la nef centrale. 
Toutefois, l'abside a été probablement réalisée au VIe siècle par l'évêque Agnello (556-569), avec la contribution du banquier mécène de Ravenne, Giuliano Argentario.
Le pavement de la basilique originale était 2,50 m en dessous de l'actuel. 
En lieu et place de l'actuel jardin, autrefois cimetière, se trouvait un portique à quatre arches qui fut démoli au XVIe siècle pour laisser la place à un campanile où s'ouvraient les trois portes de la basilique. Les architraves de deux portes latérales maintenant enterrées sont encore visibles. 
Dans le jardin les colonnes brisées au sol faisaient probablement partie de celles qui soutenaient l'ancien portique.
Simultanément à la construction du campanile (1560), quatre autels de style Renaissance ont été installés dans les nefs latérales. 
En avril 1688, un séisme a provoqué la perte de la décoration en mosaïque de l'abside et a endommagé la structure de l'église. 
Le pavement a été rehaussé de 2,50 m et la mosaïque remplacée par des ornements baroques.
Vers la fin du XIXe siècle, des fouilles archéologiques ont permis de retrouver l'ancien pavement paléochrétien qui est conservé dans le musée local. Pendant la restauration 1913-1918, sous l'autorité de Giuseppe Gerola, tous les ajouts baroques ont été supprimés et la façade dotée d'un protiro et la fenêtre à meneaux de style Renaissance. 
Pendant les bombardements alliés de 1944, l'église fut durement touchée et l'abside pratiquement détruite ainsi que les fresques de l'époque Renaissance. 
Au cours des années 1970, la restauration de l'édifice a permis de refaire les grandes ouvertures. La dernière restauration remonte aux années 1980 à cette occasion la toiture et le pavement ont été complètement refaits.

## Description

### Extérieur
La façade de l'édifice est le résultat des restaurations de la première décennie du XXe siècle. Il s'agit d'une façade à pignons en brique avec quatre lésènes sur la partie centrale. 
Les vis-à-vis des nefs latérales sont complètement plats ; les architrave des anciennes portes supprimées en 1688 par le rehaussement du sol sont pratiquement au niveau du sol. 
Le portail central est procédé par un protiro provenant de l'ex église San Niccolò installé en 1913. 
La voûte en berceau est soutenue par deux colonnes et par deux piliers cannelés. Le protiro est fermé latéralement par deux balustrades de type Renaissance soutenues par deux colonnettes.
Entre la via Mazzini et la façade de l'église, sur un plan légèrement inférieur, se trouve un jardin quadrangulaire qui recouvre la superficie du quadriportico. Utilisé par le passé comme cimetière, le jardin conserve quatorze sarcophages qui étaient situés par le passé à l'intérieur de l'église. Le plus ancien, qui remonte au VIe siècle, se trouve le long de l'escalier d'accès, une grande croix sculptée en son centre rappelle celle du plafond du baptistère des Ariens. 
Face à la nef de droite se trouve le campanile cylindrique (1560) campé sur son socle conique et dont le clocher s'ouvre sur l'extérieur par quatre baies à meneaux à  colonnettes.

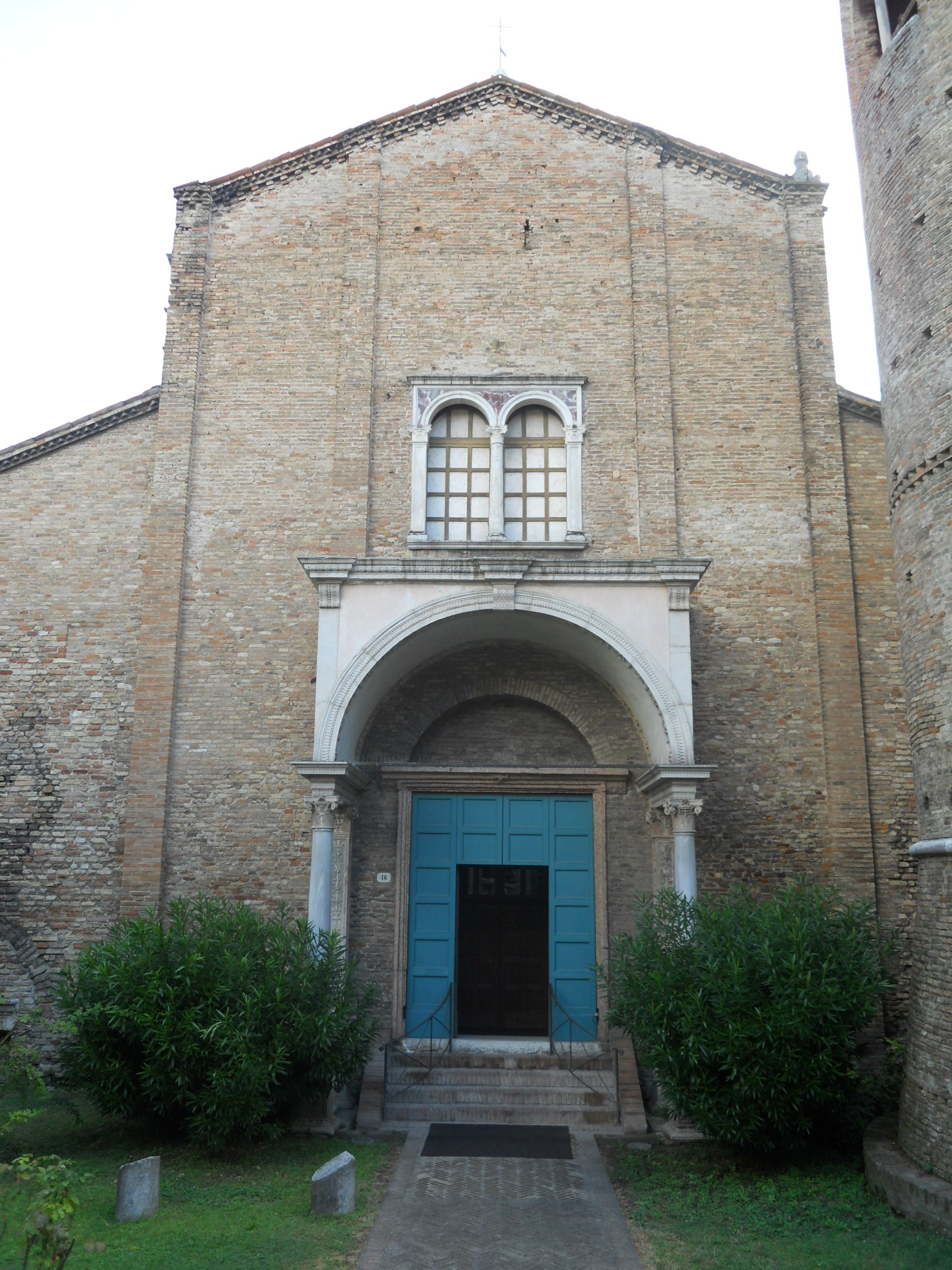
La façade et le protiro.
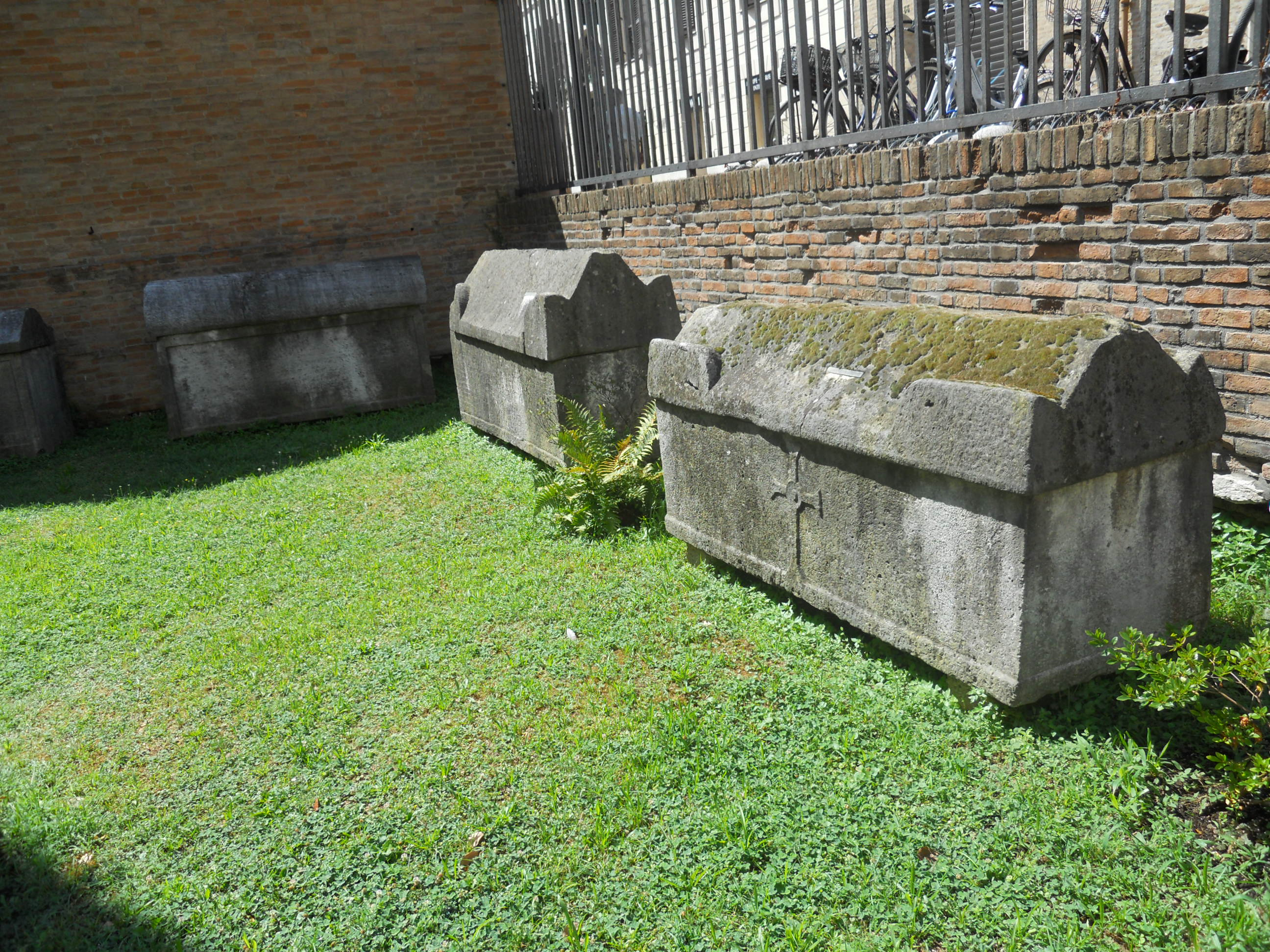
Deux sarcophages, au premier plan celui du VIe siècle.

### Intérieur
L'aspect actuel de l'intérieur de l'église est le résultat des restaurations du XIXe siècle et de 1913-1918. 

#### Les nefs
L'édifice comporte trois nefs, dont la centrale qui est plus haute et plus ample que les deux latérales, séparées par deux séries de dix colonnes nues très inégales et d'époques diverses. 
La nef centrale est partagée en deux par un grand arc de support (XIXe siècle) formant l'avant-corps et la nef proprement dite.
La nef de gauche comporte aussi trois arcs de support dont un sur le même axe que celui de la nef principale. 
Au-dessus des arcs de communication entre la nef centrale et les deux latérales se trouvent deux étroites fenêtres à meneaux tandis que les fenêtres des nefs latérales sont rectangulaires et de style baroque.
Le long des parois des nefs latérales se trouvent des pièces archéologiques découvertes lors des fouilles 1913-1918 : pièces d'origines gothiques, inscriptions, briques avec « marque de fabrique ».
Le long des parois de la nef centrale se trouvent huit sarcophages de formes et d'époques diverses, dont un placé à l'intérieur à côté du portail date du VIe siècle ainsi que les arcs à plein cintre qui surmontaient les portes latérales enterrées.
Les parois des nefs sont dépouillées à la suite de la suppression des apports baroques pendant les restaurations du XXe siècle. 
La nef centrale, très lumineuse possède un plafond à charpente apparente (a capriate) datant des années 1980. Sur le pilier de droite du grand arc se trouve le monogramme de l'évêque Pierre Ier (494-519) qui a permis de situer la période de construction de la basilique. Le monogramme comporte les lettres P et E, qui sont les initiales de Petrus Episcopus (« Pierre Évêque »). 
Sous la huitième arcade de gauche à partir du grand arc se trouve la chaire, autrefois située sous la quatrième de droite. 
L'ambon, en marbre grec veiné de gris et vert a l'aspect de la partie terminale d'une grande colonne cannelée et creuse à l'intérieur. Le long du bord supérieur se trouve une frise décorée de feuilles et perles. 
Les deux piliers de l'arc de l'abside sont en vieilles briques.
La nef latérale droite comporte une petite niche qui conserve les vestiges des fresques de l'époque Renaissance et un autel dédié à Rita de Cascia avec, dans une niche, la statue moderne de la sainte et les traces  d'une fresque du XVe siècle, probablement une Résurrection comme le laisse deviner la croix rouge sur fond blanc qui se trouve dans la partie supérieure. 
Sur la paroi du fond se trouve l'autel de sainte Agathe où se trouvent les corps des bienheureux saint Serge et de l'évêque Agnello et un retable Sainte Agathe entre sainte Catherine d'Alexandrie et Cécile (1546) œuvre du peintre Luca Longhi (Ravenne, 1507-1580).

La nef latérale gauche comporte trois arcs de support : un en ligne avec celui de la nef centrale et les deux autres en face des deux colonnes suivantes. Le baptistère se trouve entre la seconde et troisième. Édifié entre les deux piliers, il est fermé par une grille, à son intérieur se trouvent les fonts baptismaux constitués par une colonne basse surmontée par un chapiteau en forme de vasque. 
En face de l'autel de sainte Rita se trouve celui de saint François avec le retable La Vierge à l'Enfant trônant entre les saints Pierre et Marie-Madeleine, œuvre de Giovan Battista Barbiani, et une statue moderne de saint François. 
L'autel sur le mur du fond, conservant le très Saint-Sacrement est dédié à la Madonna del Buon Consiglio. Son retable comporte deux peintures : Santa Lucia e Santa Apollonia (de A. Barbiani) avec en son centre la Madonna del Buon Consiglio.
Les quatre autels latéraux comportent un baldaquin de style Renaissance.
Dans la nef latérale droite, en face de la chaire et placé devant une paroi se trouve l'orgue de Mascioni (it) opus 891 construit en 1967 dont le buffet est richement décoré de motifs de style Renaissance.

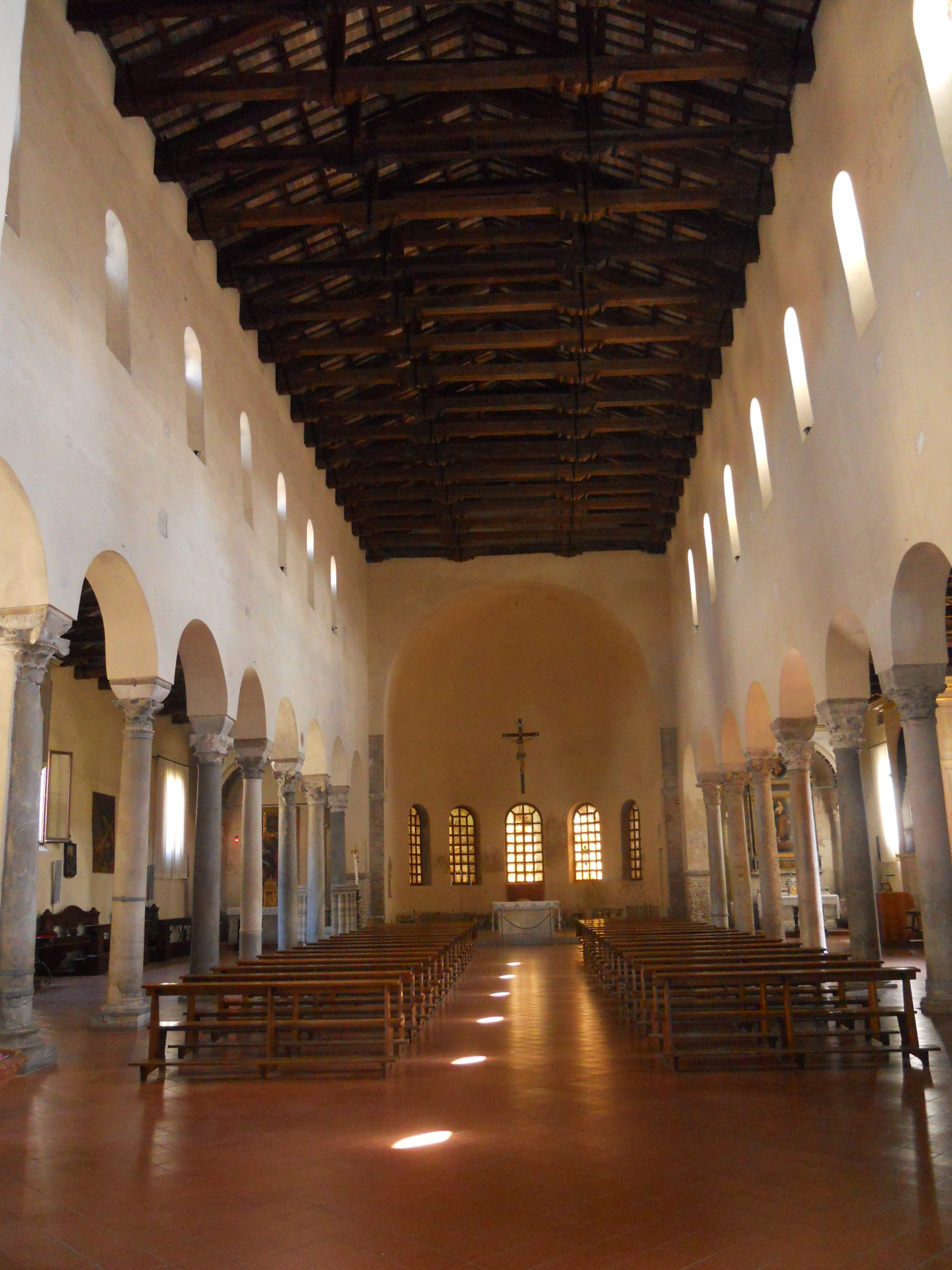
Intérieur de la nef centrale.
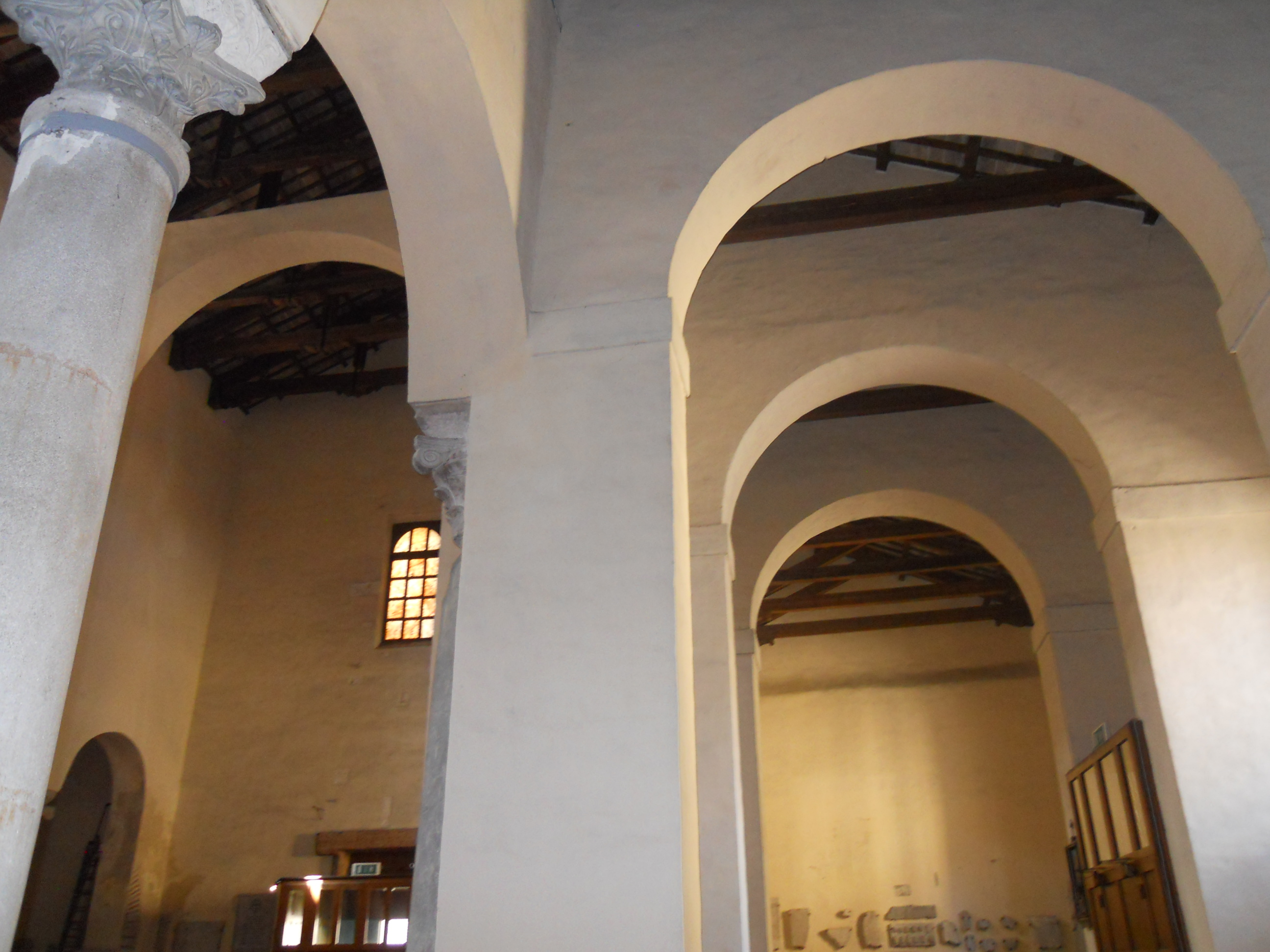
Les arcs de la nef de gauche et celui de la nef centrale.
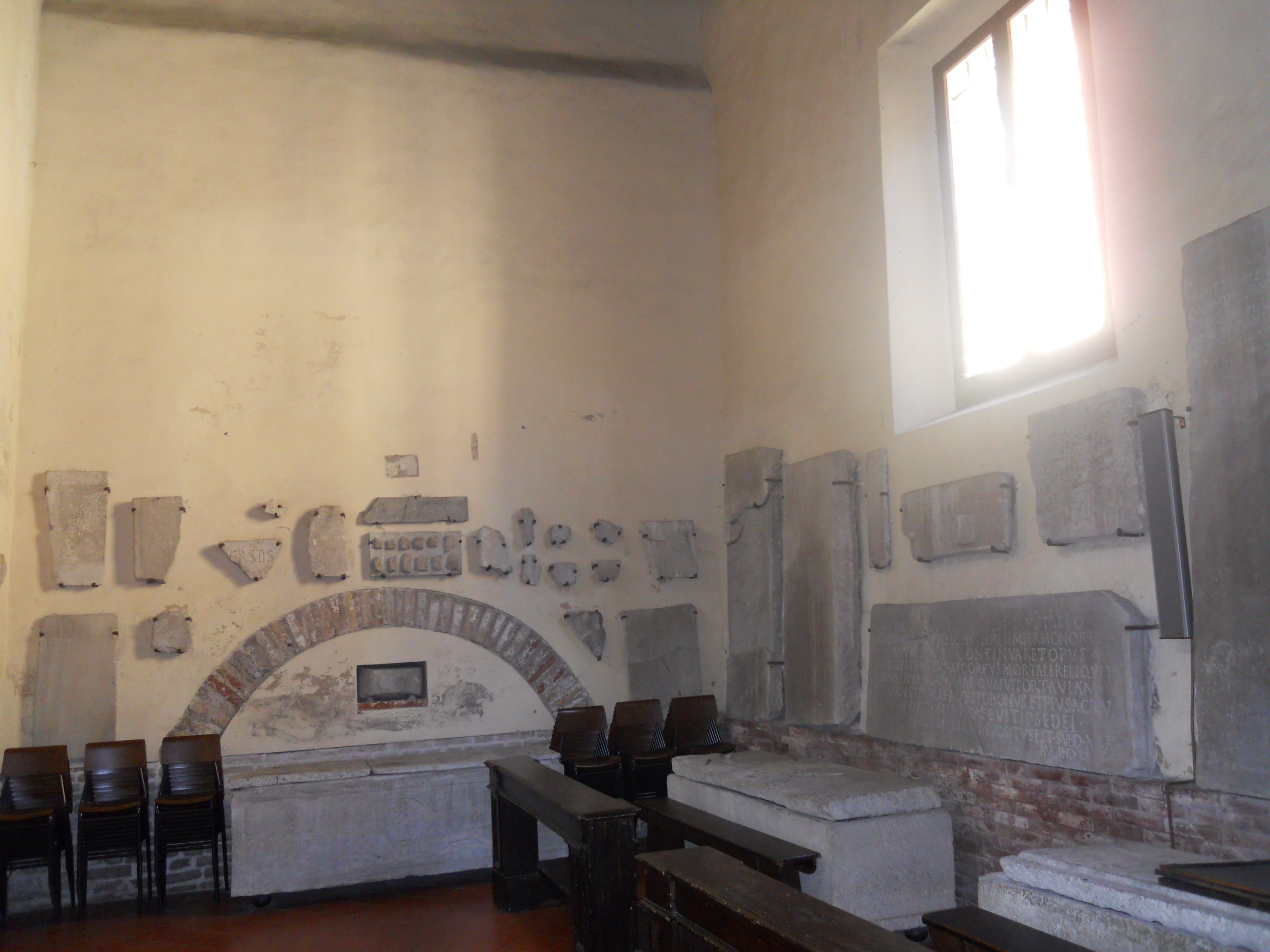
Pièces archéologiques dans la nef latérale gauche.
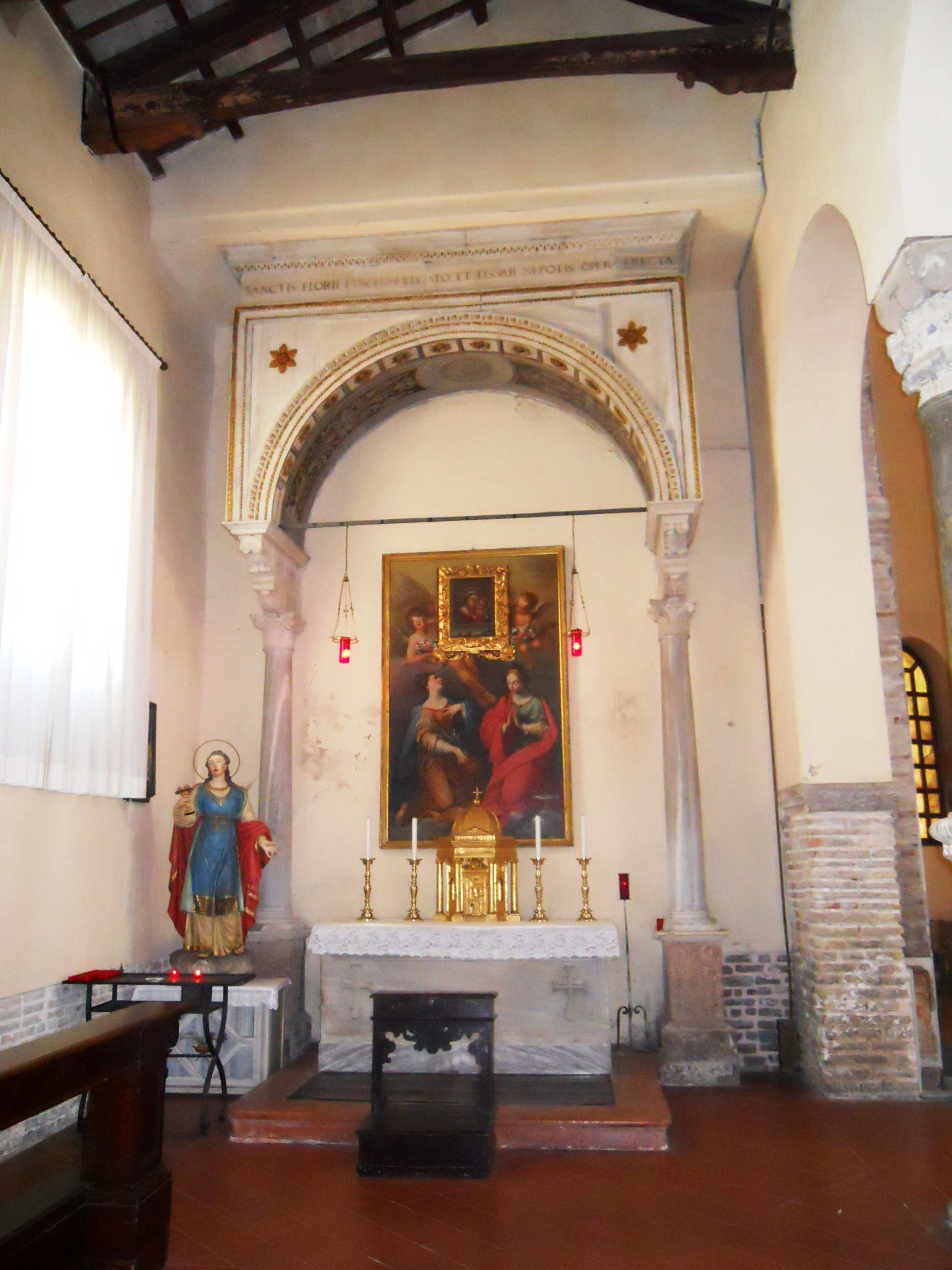
Autel de la Madonna del Buon Consiglio.
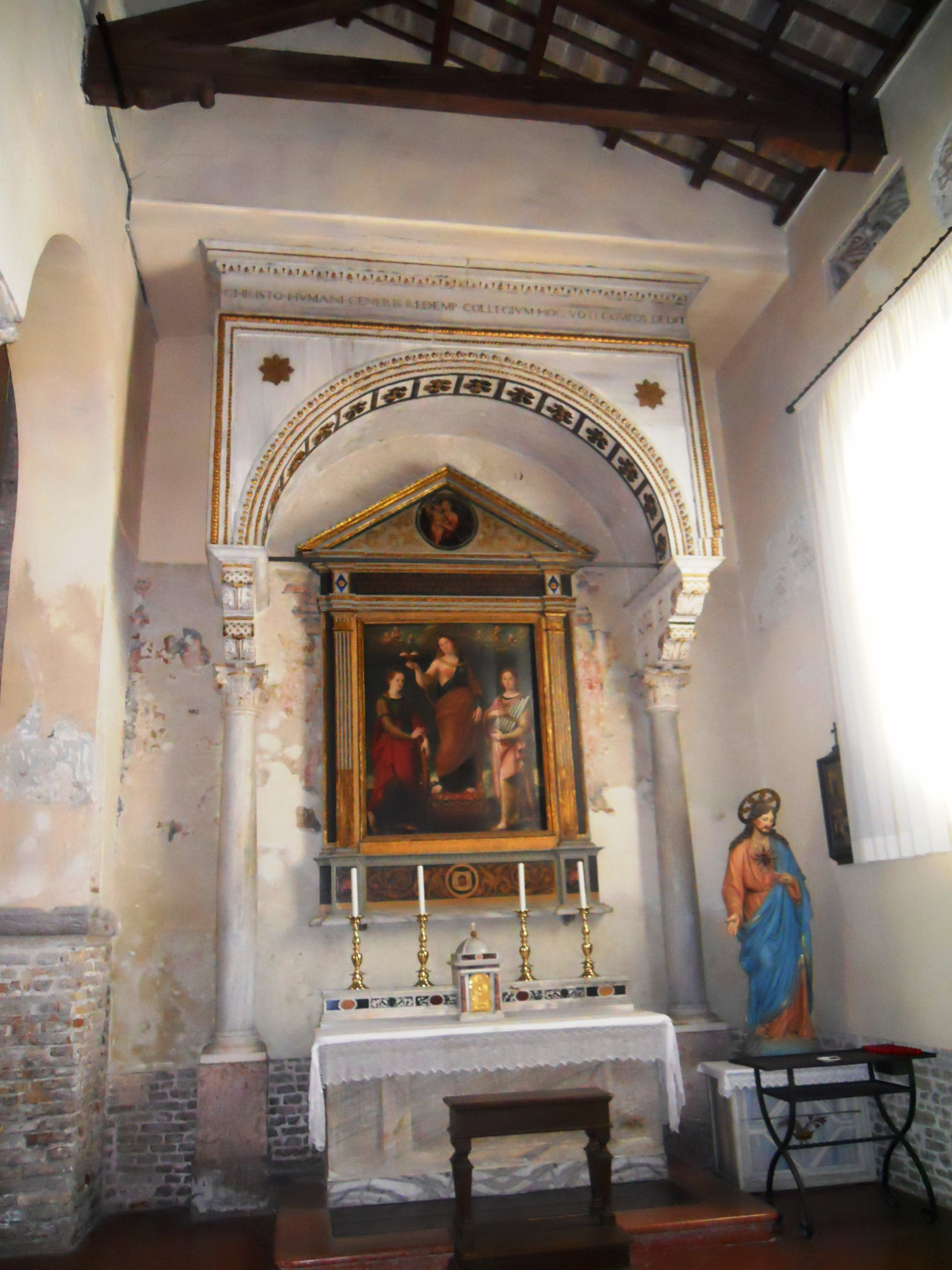
Autel de sainte Agathe.

#### Abside et presbytère

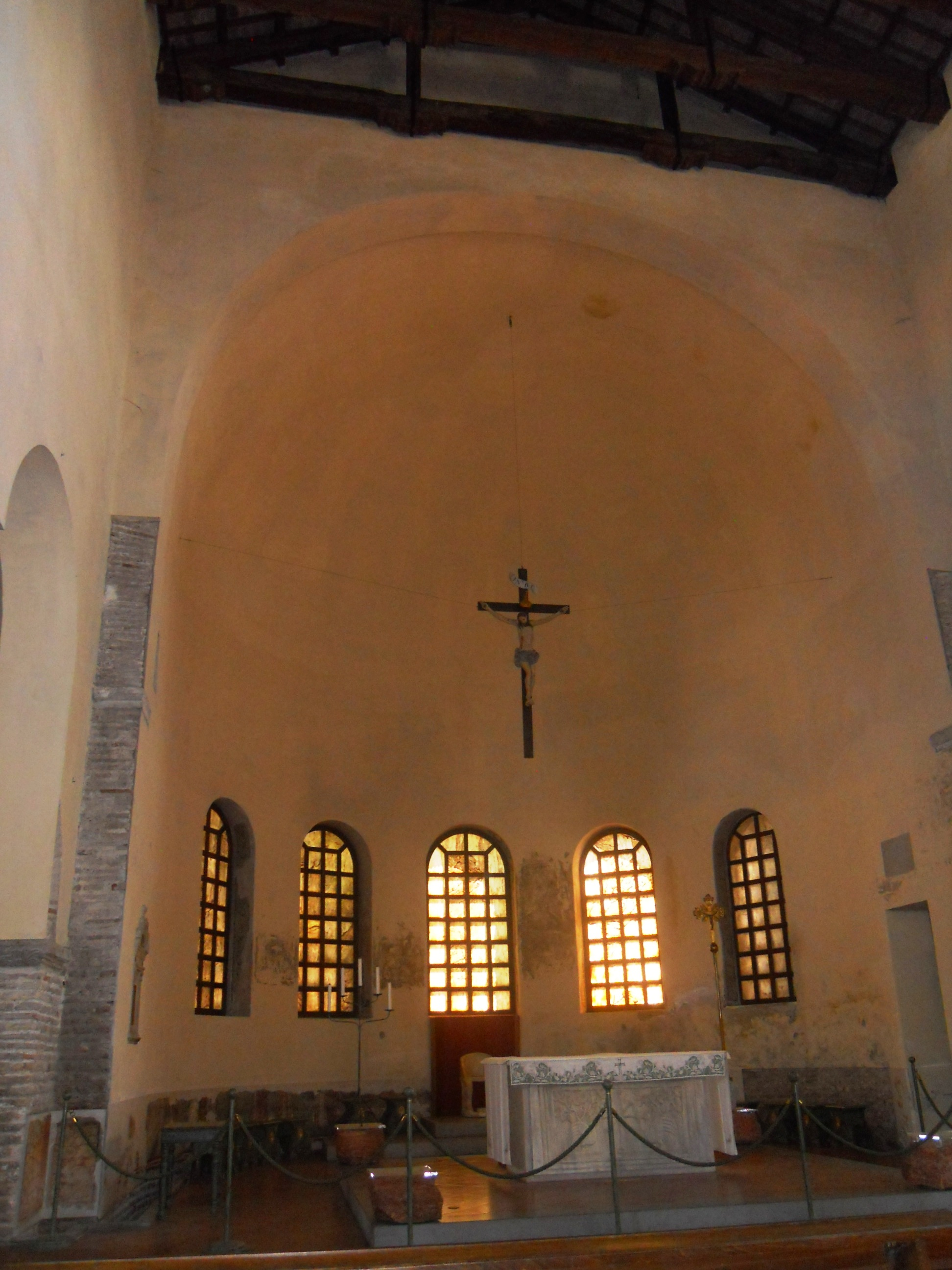
L'abside et le maître-autel.

L'abside se trouve au fond de la nef centrale. Elle a été fortement endommagée par les bombardements alliés de la Seconde Guerre mondiale (1944). Son aspect actuel est le résultat de sa reconstruction et restauration de 1962-1963. Dans la façade inférieure, en dessous des fenêtres, se trouvent des traces de fresques du XVIe siècle. 
Le presbytère, qui occupe l'abside ainsi qu'une petite partie de la nef, est rehaussé de celle-ci par des gradins. 
Le maître-autel se trouve au centre, sous l'arc de l'abside. Son antependium est constitué par une chaire du  VIe siècle avec la figure d'un paon (symbole de la Résurrection dans le christianisme) qui fait face au  chrisme. 
Sous la fenêtre médiane se trouve la chaire romaine, autrefois dans l'abside de la basilique Saint-Apollinaire-le-Neuf.

##### L'ancienne mosaïque de l'abside

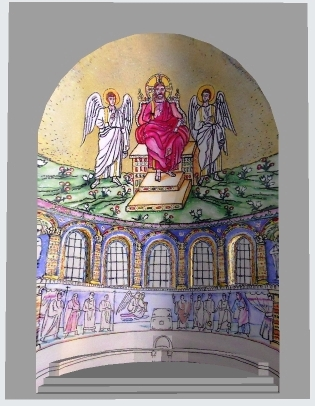
Reconstitution de l'abside d'avant 1688.

Il ne nous est parvenu qu'un dessin du Père Pronti, une unique représentation de la  mosaïque perdue lors du séisme du 11 avril 1688. 
La mosaïque était divisée en trois bandes horizontales :
- Bande inférieure, juste au-dessus des stalles : au centre, un ange un calice à la main en offrande à Dieu près d'un autel  rectangulaire, entouré d'une assemblée de prêtres debout, de part et d'autre, tenant bâtons.
- Bande centrale, autour des ouvertures :  sur un fond bleu, des colonnes dorées et des frises semi-circulaires semblables à celles de l'abside de la basilique Saint-Vital.
- Bande supérieure occupant tout le cul-de-four de la voûte : la figure du Christ bénissant en manteau écarlate, assis sur un trône, élevé de deux marches d'un piédestal, entre deux anges en robes blanches, le tout sur un parterre d'herbe et de fleurs, un fond doré.

Le niveau du pavement actuel du presbytère arrivant presque au niveau de la bande des fenêtres, la mosaïque de la bande inférieure de l'« Offrande à Dieu » serait, si elle était encore présente, tranchée par sa moitié.